# 堂崎天主堂
堂崎天主堂（どうざきてんしゅどう）は、長崎県五島市の福江島にあるキリスト教（カトリック教会）の聖堂である。江戸時代からのキリスト教禁教令廃止以降、五島列島で最初に建てられた聖堂で、1974年（昭和49年）に堂崎教会（どうざききょうかい）の名称で長崎県指定有形文化財に指定され、現在は堂崎天主堂キリシタン資料館として活用されている。

## 教会の保護者
- 日本二十六聖殉教者

## 沿革
- 1873年（明治6年）9月 - フランス人宣教師フレノ神父[注釈 1]が五島に招かれる
- 1873年（明治6年）12月24日 - 堂崎の浜辺にて、五島で初めてのクリスマス（降誕祭）を祝う
- 1877年（明治10年） - フレノ神父が五島常駐となる
- 1879年（明治12年） - 奥浦地区に仮聖堂建設
- 1880年（明治13年） - フレノ神父の後任として、ジョゼフ・マルマン神父が主任司祭として着任
- 1880年（明治13年）10月17日 - マルマン神父が、のちの奥浦慈恵院のもととなる子供救済施設「子部屋」創設
- 1883年（明治16年） - 手狭になった子部屋を、大泊から堂崎に移設。同時に、のちの「お告げのマリア修道会奥浦修道院」のもととなる「女部屋」を創設
- 1887年（明治20年） - マルマン神父が堂崎を離れ、ペルー神父が後任となる
- 1908年（明治41年）5月10日 - 堂崎天主堂完成
- 1912年（大正6年）6月 - 天主堂改修
- 1974年（昭和49年）4月9日 - 「堂崎教会」の名称で長崎県指定有形文化財に指定される[1]
- 1977年（昭和52年） - 堂崎天主堂キリシタン資料館開設

明治時代にカトリックの禁教が解かれた後、五島で最初に司祭が常駐して教会が立てられた土地で、下五島地区のカトリック教会の信仰の中心地であった。 日本二十六聖人の一人で五島出身の聖ヨハネ五島を記念して、「日本二十六聖殉教者」を保護の聖人として建てられている。
2024年現在は、約3km南にあるカトリック浦頭教会の巡回教会となっていて、ミサは基本的に月1回行われる。
2007年（平成19年）にユネスコの世界遺産（文化遺産）暫定リストへ掲載が決まった「長崎の教会群とキリスト教関連遺産」を構成する教会の一つであったが、現在は資料館となっていてミサなどには使われていないため、構成資産の見直しにより外され、「世界遺産の構成資産と一体的に保存・継承していく資産」とされている。

## 建物の概要
設計はペルー神父、施工は野原与吉・鉄川与助が担当し、1908年に完成した。煉瓦造・ゴシック様式の平屋で、五島初の洋風建築とされ、その美しい外観は五島内の他の天主堂の模範となった。
内部は木造で、ステンドグラスの模様は五島の他の教会と同じく椿をモチーフとしている。リブ・ヴォールト天井はイタリアから資材を運び込んだといわれている。

## 堂崎天主堂キリシタン資料館
主任教会が浦頭教会に移され、堂崎天主堂が長崎県指定有形文化財に指定された後の1977年（昭和52年）に、天主堂内部に開設された資料館で、布教時代から迫害を経て復活に至る信仰の歴史が展示されている。帳方（隠れキリシタンの役職者）に受け継がれてきた「お帳（太陽暦）」（1634年）、ド・ロ聖教木版画（長崎県指定文化財）などの資料のほか、五島出身の二十六聖人のひとり聖ヨハネ五島の聖遺骨もマカオから里帰りして安置されている。

## 所在地
〒853-0053 五島市奥浦町堂崎2019

### アクセス
- 福江港から五島バス戸岐・観音平行き約15分、「堂崎天主堂入口」バス停から徒歩10分（約1km）
- 福江港から車で約15分

## 画像
2015年4月撮影

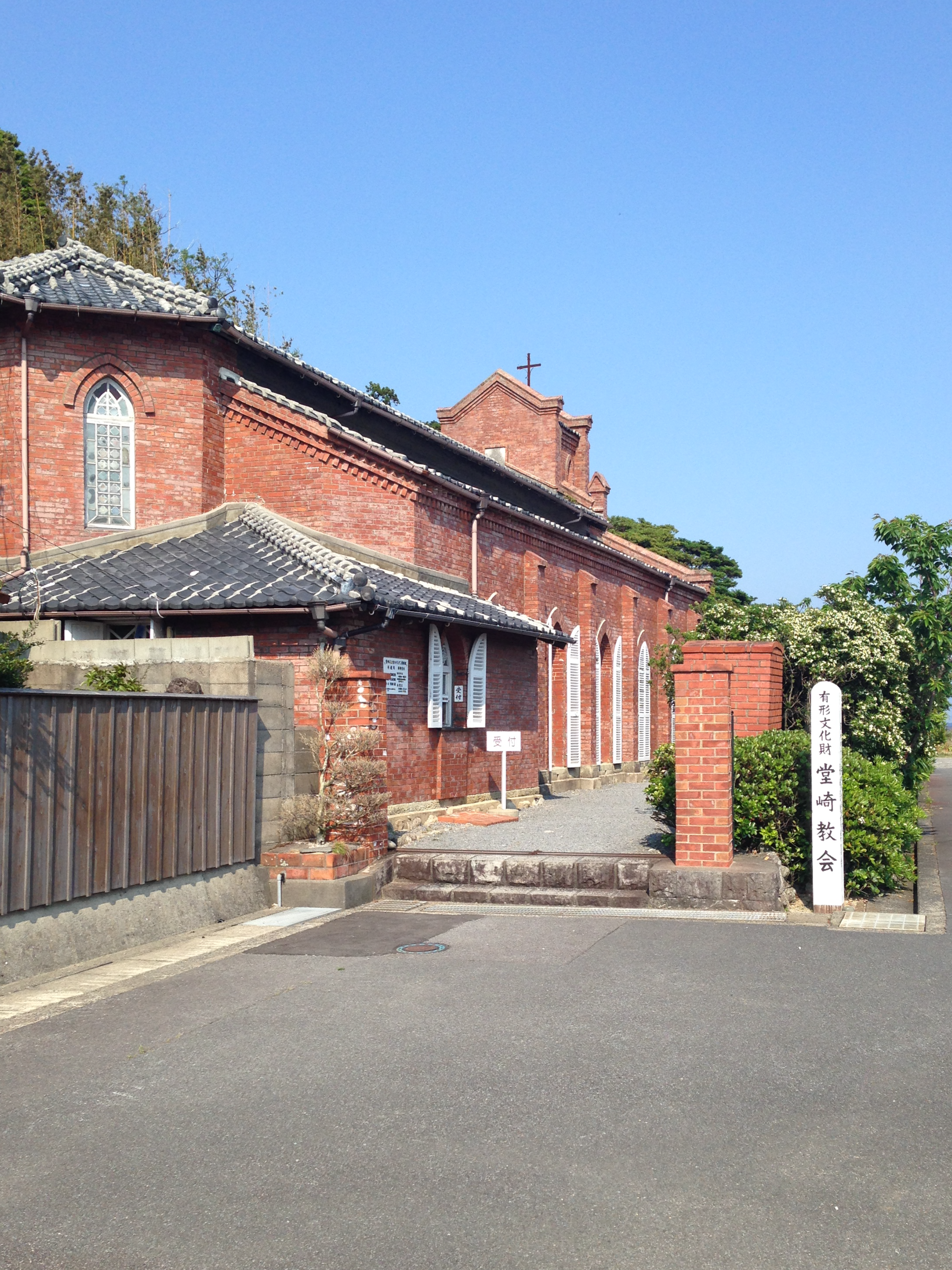
陸側裏手より。
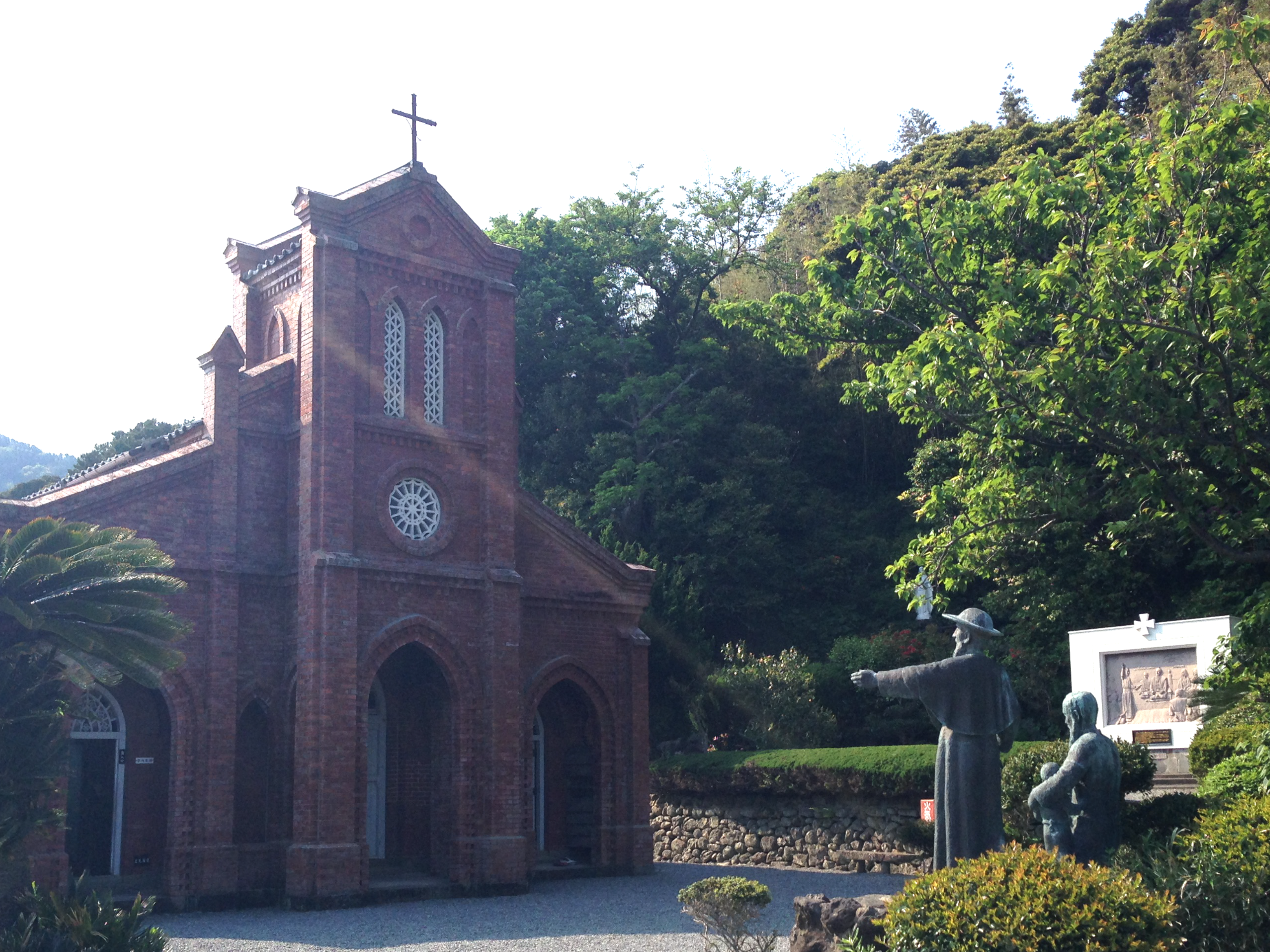
正面と像。
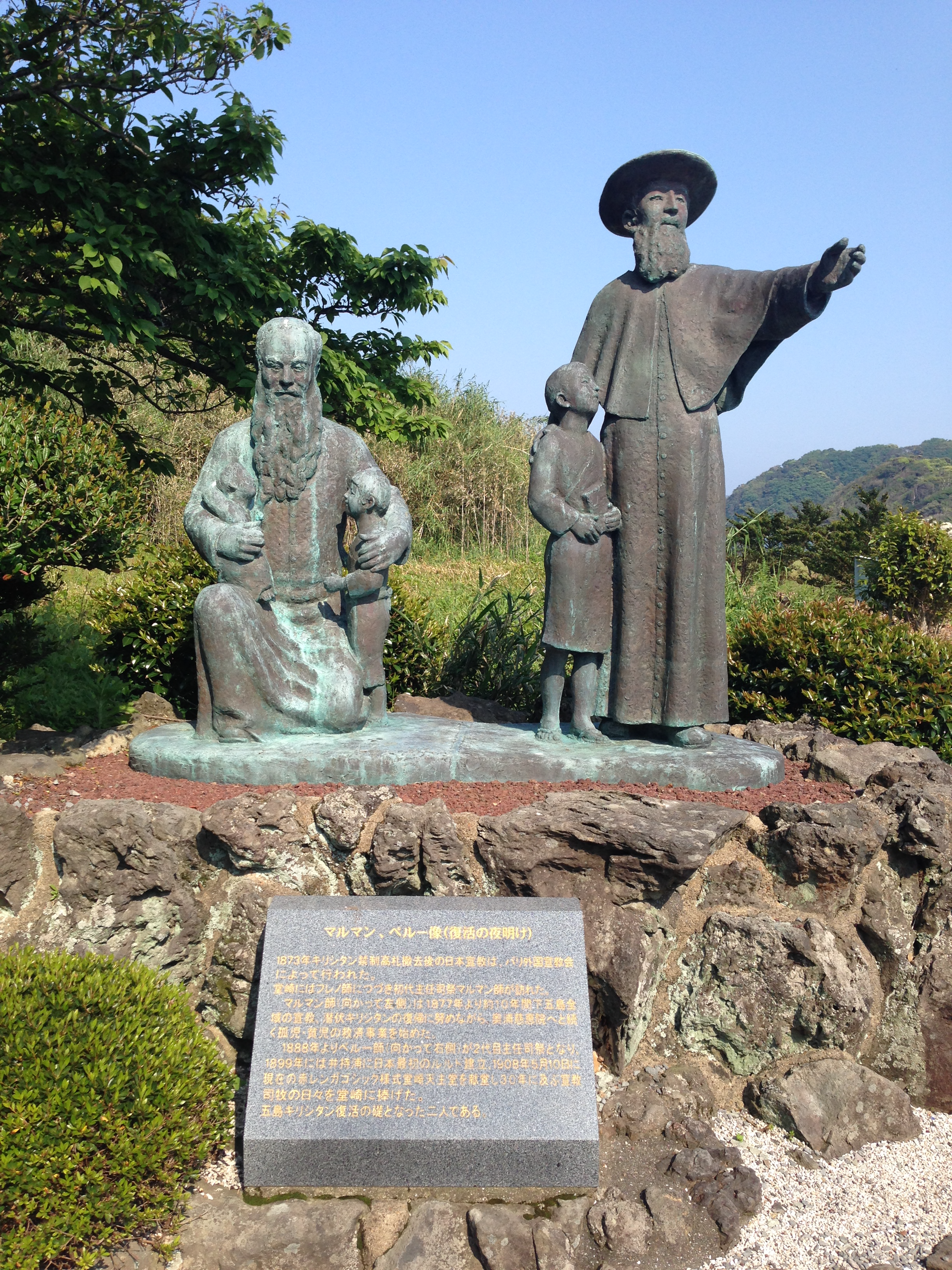
マルマン、ペルー像。
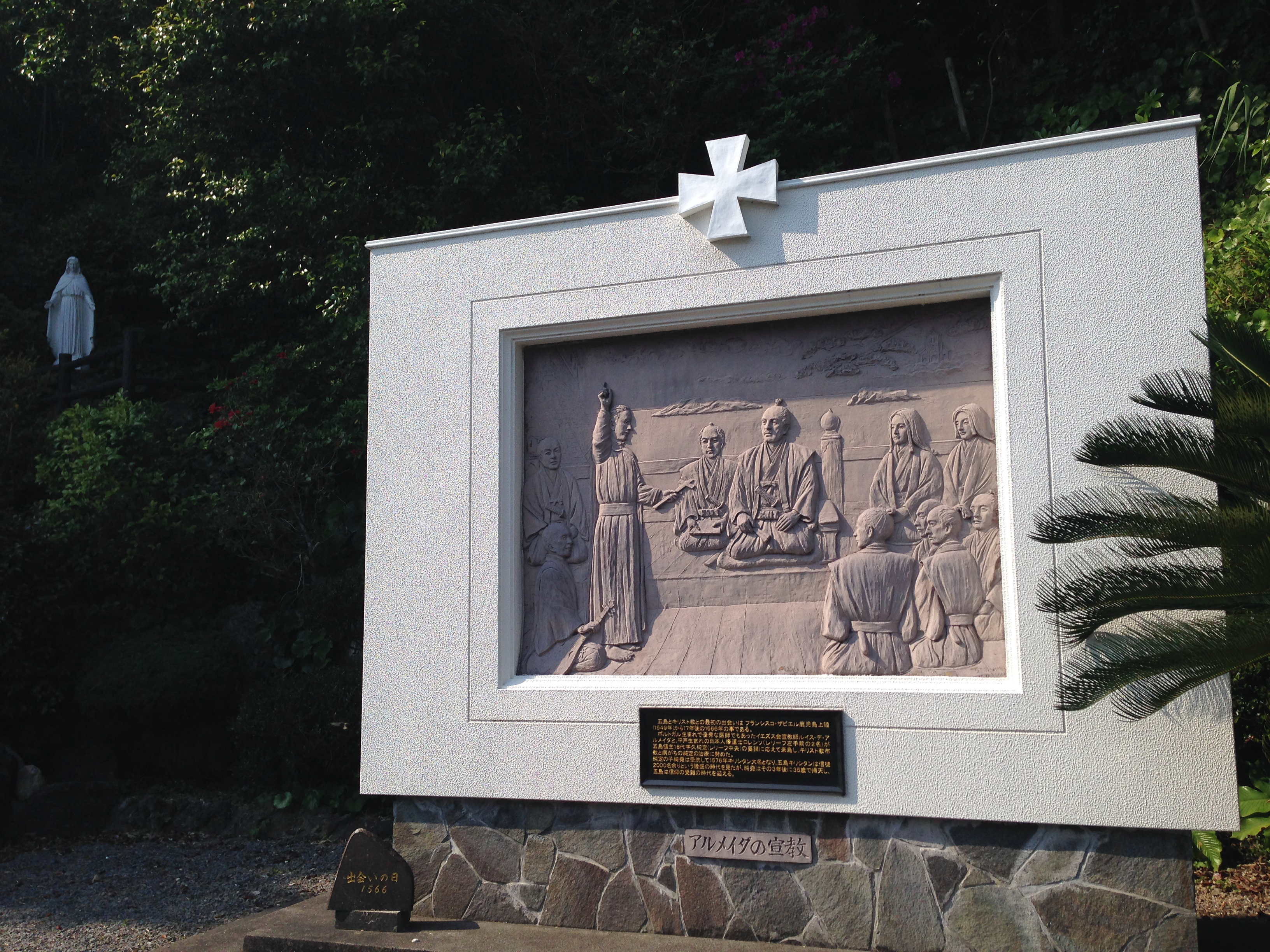
『アルメイダの宣教』レリーフ。左奥はマリア像。

2020年2月撮影（空撮）

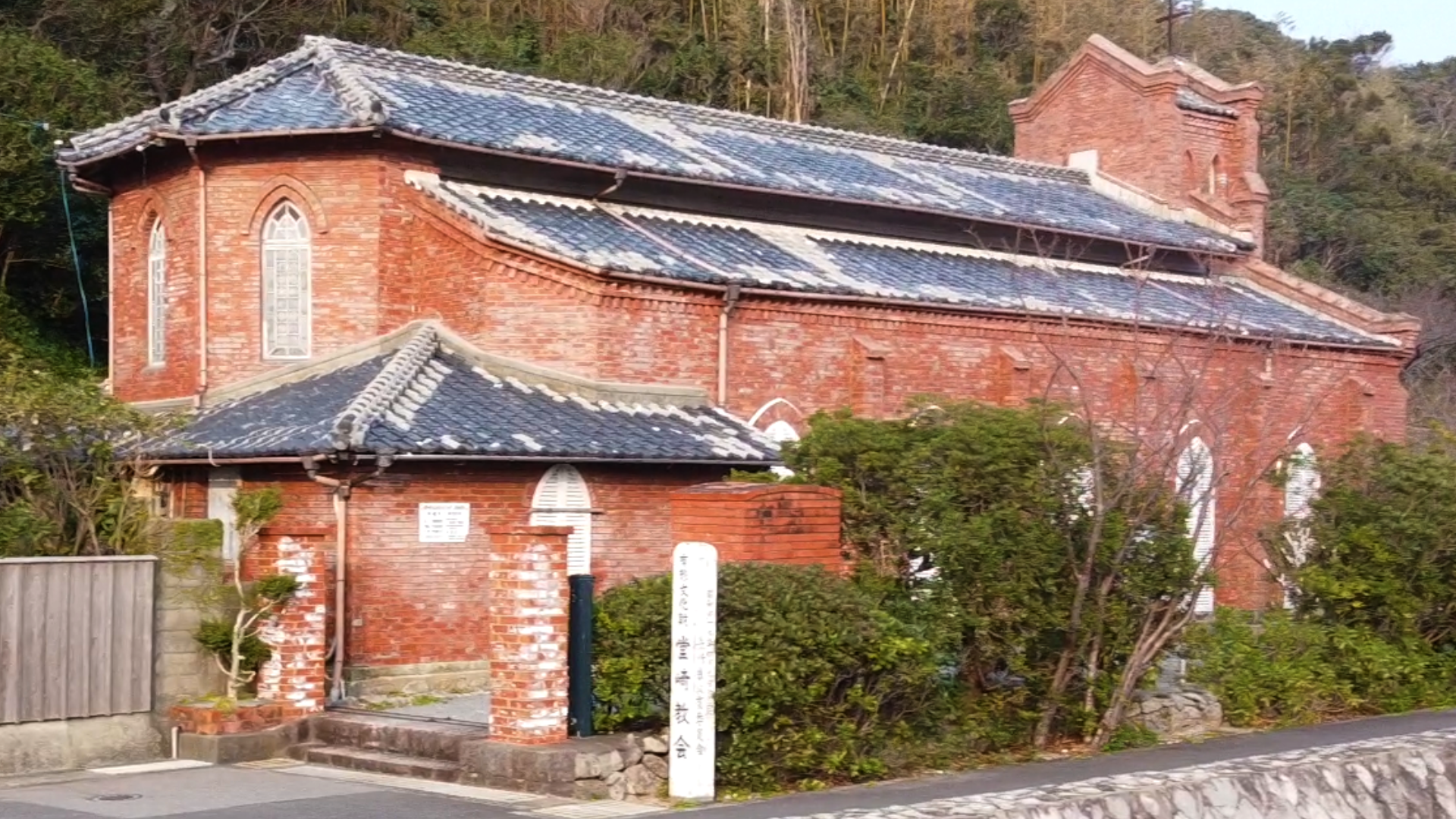
側面。
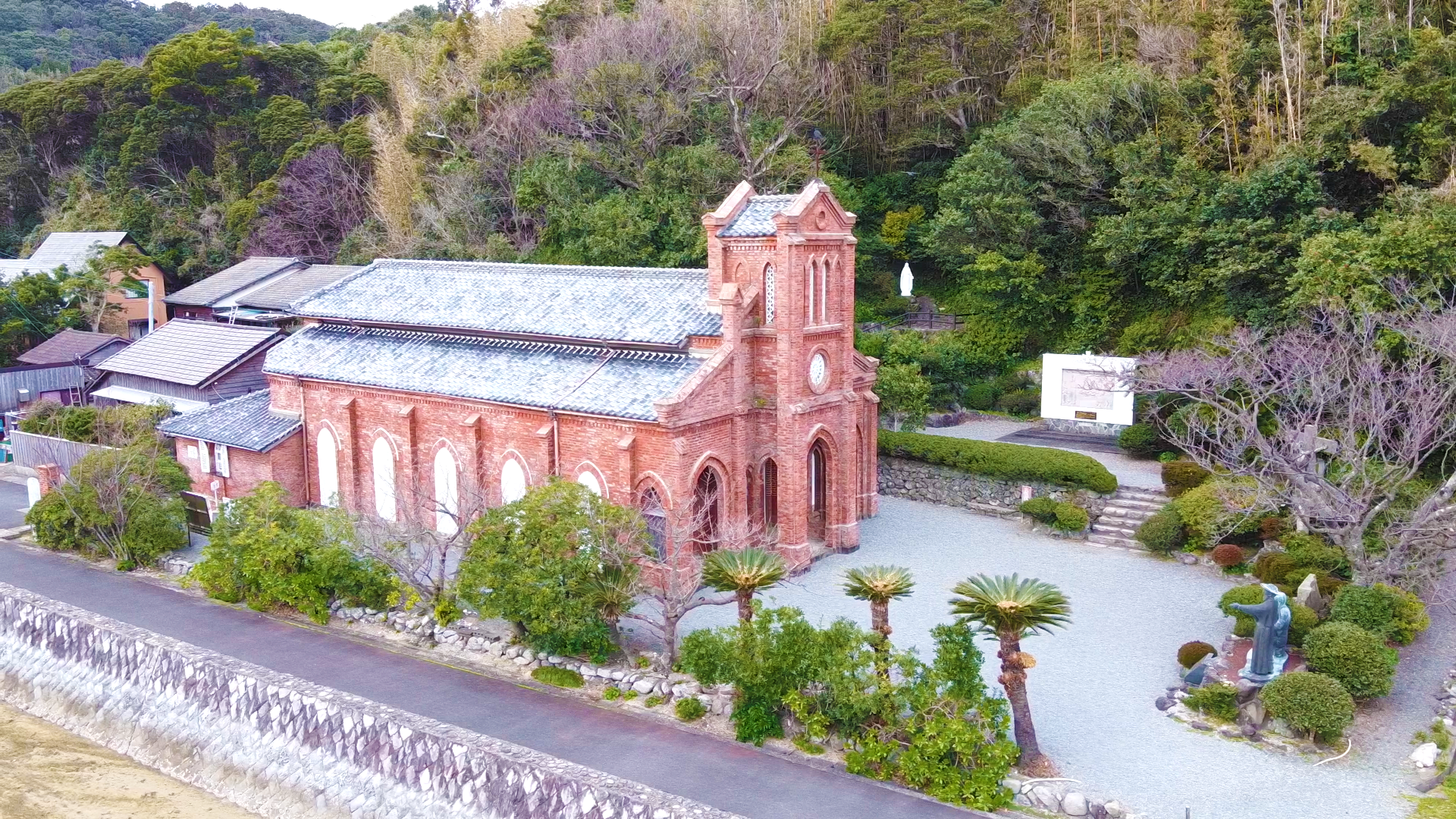
全景。